# Belyó Pál
Belyó Pál (Budapest, 1949. július 17. –) közgazdász, statisztikus, a Központi Statisztikai Hivatal elnöke 2009–2010-ben.

## Életpályája
A Bocskai úti általános iskola után a Vendéglátóipari technikumban érettségizett, majd egyéves katonai szolgálat után a Budapesti (akkor Marx Károly) Közgazdaságtudományi Egyetemen végzett. Szakmai karrierjét a Központi Statisztikai Hivatalban kezdte 1972-ben. Három évvel később már egyetemi doktorátust szerzett, majd a Magyar Tudományos Akadémia levelező aspirantúrája elvégzése után a közgazdaság-tudományok kandidátusa lett. A KSH-ban a szolgáltatás-statisztika kialakításában és módszertani fejlesztésében végzett tevékenysége mellett a Közgazdaságtudományi Egyetem statisztika tanszékének adjunktusaként gazdaságstatisztikát és életszínvonal-statisztikát oktatott. 1987 és 1991 között a prágai magyar nagykövetség gazdasági titkára, 1991 és 1993 között ismét a KSH Gazdaságkutató Intézetének főmunkatársa, 1992 és 1994 között a Dunaholding Rt. kutatási vezetője, majd 1994 és 1997 között a GKI Gazdaságkutató Rt. kutatásvezetője volt. 1998-tól ismét a KSH-ba került, ahol felépítette az ECOSTAT Gazdaságelemző és Informatikai Intézetet és ezen kutatóhelynek hazai és nemzetközi elismerést szerzett. 2003-tól a Szegedi Tudományegyetem Gazdaságtudományi Kar Elméleti Közgazdaságtani Tanszékének docense, 2006-tól 2013-ig pénzügyi és számviteli tanszékvezető főiskolai tanár az Általános Vállalkozási Főiskolán, 2009-től a Budapesti Gazdasági Főiskola címzetes főiskolai tanára. A Központi Statisztikai Hivatal elnöki beosztását az érvényes jogszabályoknak megfelelően lebonyolított pályázati eljárás során 2009 novemberében nyerte el, és kinevezését hat évre kapta, azonban 2010 júniusában posztjáról - az új kormány által kényszerítetten - lemondott. 2011-től oktatási tevékenysége mellett a Policy Agenda kutatási igazgatójaként konjunktúra- és makrogazdasági kutatásokat végez. 2014-2018 között az Eurofound magyarországi kutatócsoportjának vezetője. 2013-tól az IBS külső oktatója, 2014-től az EDUTUS Egyetem professzora.

### Társasági tagságai
- 1980-1986 KSH Ifjúsági Szakmai Munkaközösség vezetőségi tagja
- 1980-1981 TIT Budapesti Közgazdasági Szakosztályának vezetőségi tagja
- 1982-1985 Magyar Közgazdasági Társaság Ifjúsági Bizottságának szakmai titkára
- 1981-től részt vesz a tudományos minősítés tevékenységeiben
- 1986-1987 „Kereskedelmi Szemle” Szerkesztő Bizottságának tagja
- 1985-1990 Magyar Tudományos Akadémia Statisztikai Bizottságának tagja
- 1992-1994 Magyar Befektetés-Elemzők Egyesületének tagja
- 1994-től a Magyar Statisztikai Társaság tagja
- 1995-1998 Meh Gazdaságvédelmi Koordinációs Bizottság szakértő-tanácsadója
- 1996-tól Magyar Külügyi Társaság tagja
- 1997-2001 MTA Statisztikai Bizottság Gyakorlati Albizottságának elnöke
- 2000-től „Economic Trends in Hungary” időszaki kiadvány főszerkesztője
- 1999-től „Bővülő Európa” negyedéves kiadvány főszerkesztője
- 1998-tól Gazdasági miniszter kutatói tanácsának tagja
- 1998-tól Pénzügyminiszter eseti gazdaságkutatói tanácskozásának tagja
- 1998-tól „Statisztikai Szemle” Szerkesztő Bizottságának tagja,
- 2009-től A Statisztika Szemle Szerkesztőbizottságának elnöke,
- 1998-tól Magyar Statisztikai Társaság Választmányának tagja,
- 2004-2007 MTA közgyűlésének tagja,
- 2002-2008 MTA Statisztika Bizottság alelnöke,
- 2010-től ISI – International Statistical Institute tagja.

## Munkássága
Kutatási területe: makrogazdaságtan, makrogazdasági előrejelzések, gazdaságpolitika, gazdaságstatisztika, szolgáltatások gazdaságtana, kereskedelem és idegenforgalom gazdaságtana, rejtett gazdaság vizsgálata, mikroszimulációs kutatások, konjunktúra kutatás.
Szakmai, tudományos munkásságának fontos részét képezi publikációs tevékenysége is. Általános gazdasági elemző, statisztikai módszertani tevékenysége az elmúlt három évtizedben a nyomtatott és elektronikus sajtó valamennyi fórumán (újságokban, folyóiratokban, televízió- és rádió műsorokban) helyt kapott. A magyar és a nemzetközi gazdaság elemzésével és előrejelzésével, módszertani munkáival kapcsolatos szakmai és közírói, publicisztikai tevékenysége Széles körű. A magyarországi szakfolyóiratok mellett külföldi konferenciák előadójaként és szerzőjeként is ismert. Cikkeinek és tanulmányainak, tudományos előadásainak száma több százra tehető. Kiemelendő a rejtett gazdaság kutatása során írt könyvei, tanulmányai, tudományos cikkei.

## Művei
- Szolgáltatások és igények; Kossuth, Bp., 1987 (Gazdaságpolitikai füzetek)
- Belyó Pál–Hegedűs Miklós–Petz Raymund: A fogyasztási adó hatása a cigarettatermelésre és fogyasztásra; GKI, Bp., 1995
- Magyarországi régiók erőforrás-térképei; szerk. Belyó Pál, Nyers József; ECOSTAT, Bp., 1999 (Időszaki közlemények. KSH Gazdaságelemző és Informatikai Intézet)
- Kísérletek a rejtett gazdaság nagyságának meghatározására; KSH Gazdaságelemző és Informatikai Intézet, Bp., 1999 (A gazdaságelemzés módszerei)
- Külgazdaságunk az Európai Unió kapuja előtt; szerk. Belyó Pál, Szabó László; ECOSTAT, Bp., 1999
- Belépés a XXI. századba. Gazdaságpolitika és vállalkozások. ECOSTAT konferencia 2000. január 25. Előadások; szerk. Belyó Pál, Nyers József, Wiesel Iván; ECOSTAT, Bp., 2000 (Időszaki közlemények KSH Gazdaságelemző és Informatikai Intézet)
- Belépés a XXI. századba. A gyors növekedés és a vállalatok. ECOSTAT konferencia 2000. október 13. Előadások; szerk. Belyó Pál, Nyers József, Wiesel Iván; ECOSTAT, Bp., 2000
- A K+F és a technológia ágazatközi áramlásának mérése ÁKM segítségével; összeáll. Belyó Pál, Lóránt Károly, Nyers József; Oktatási Minisztérium, Bp., 2000
- Az Ecostat "Magyarország 2010-2015-ben" konferenciája, 2001. október 19-én. Előadások; szerk. Belyó Pál, Nyers József, Wiesel Iván; Ecostat, Bp., 2001
- Kis- és középvállalkozások gazdasági jellemzői, várakozásai. A 2000. novemberi mintavételes megfigyelés eredményei; szerk. Belyó Pál, Nyers József; ECOSTAT, Bp., 2001
- A lakosság részvétele a rejtett gazdaságban. Közvélemény-kutatás a magyar lakosság körében; ECOSTAT, Bp., 2002
- Magyarország 2010-2015-ben. A magyar gazdaság fejlődésének külső és belső lehetőségei; szerk. Belyó Pál; Ecostat, Bp., 2002
- Előrejelzések rövid, közép- és hosszú távra. Készült az országgyűlési képviselők számára; szerk. Belyó Pál, Nyers József; Ecostat, Bp., 2002 (Időszaki közlemények KSH Gazdaságelemző és Informatikai Intézet)
- A vállalkozások és a rejtett gazdaság. A magyarországi vállalatok véleménye alapján; Ecostat, Bp., 2003 (Időszaki közlemények KSH Gazdaságelemző és Informatikai Intézet)
- "XXI. század – irány az Európai Unió". A kis és középvállalatok fejlődési lehetőségei. ECOSTAT Konferencia, 2003. március 28. Előadások; szerk. Belyó Pál, Nyers József; ECOSTAT, Bp., 2003
- 10x10. Gazdasági trendek. 100 makrogazdasági mutató; szerk. Belyó Pál; Ecostat, Bp., 2004 (Időszaki közlemények KSH Gazdaságelemző és Informatikai Intézet)
- "Kihívások és jövőképek a XXI. században". Ecostat konferencia, 2005. október 28. Előadások; szerk. Nyers József, Belyó Pál; Ecostat, Bp., 2005 (Időszaki közlemények KSH Gazdaságelemző és Informatikai Intézet)
- Kerekasztal-beszélgetés az adóreformról; szerk. Belyó Pál, Nyers József, Szabó László; Ecostat, Bp., 2005 (Időszaki közlemények KSH Gazdaságelemző és Informatikai Intézet)
- A magyarországi vállalkozások gazdálkodásának jellemzői; szerk. Belyó Pál, Nyers József; Ecostat, Bp., 2007 (Időszaki közlemények KSH Gazdaságelemző és Informatikai Intézet)
- Magyarország gazdasági-társadalmi fejlettségének megítélése nemzetközi rangsorok alapján. Betekintés a legismertebb országrangsorok módszertanába; szerk. Belyó Pál; Ecostat, Bp., 2008
- A rejtett gazdaság a vállalkozások és a lakosság körében; Ecostat, Bp., 2007 (Időszaki közlemények KSH Gazdaságelemző és Informatikai Intézet)
- A "rejtett gazdaság" természetrajza; Saldo, Bp., 2008

## Díjai, elismerései
- Akadémiai ifjúsági díj (1984)
- Kiváló Munkáért (1986)
- Káldor-díj (2002)
- Fényes Elek-díj (2007)

## További információ
- Belyó Pál: A rejtett gazdaság előretörése az új gazdaságpolitikai gyakorlat következtében - EPA (Tudományos Közlemények, 2012. április)